# Вальянка
Вальянка (ісп. Vallanca) — муніципалітет в Іспанії, у складі автономної спільноти Валенсія, у провінції Валенсія. Населення — 148 осіб (2010).

## Географія
Муніципалітет розташований на відстані близько 210 км на схід від Мадрида, 100 км на північний захід від Валенсії.
На території муніципалітету розташовані такі населені пункти: (дані про населення за 2010 рік)
- Негрон: 8 осіб
- Вальянка: 140 осіб

## Демографія
Динаміка населення (INE ):

## Галерея зображень

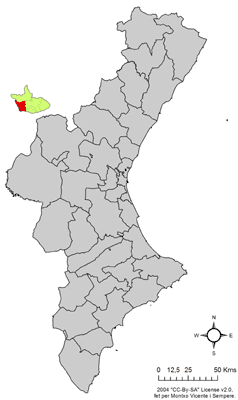
Розташування муніципалітету Вальянка у автономній спільноті Валенсія
Розташування муніципалітету Вальянка у комарці Рекена-Утьєль
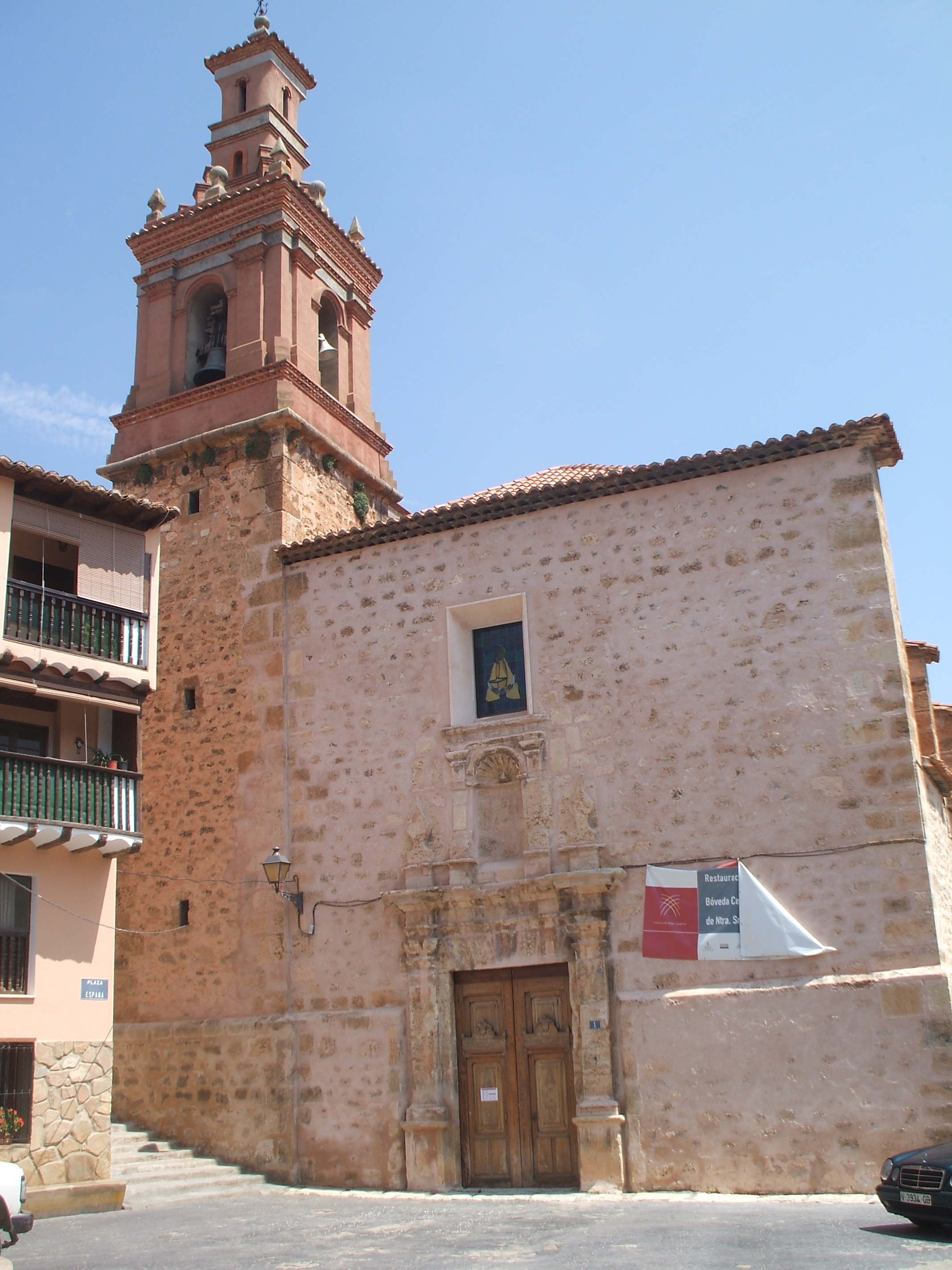
Церква Нуестра-Сеньйора-де-лос-Анхелес, XVII століття